# Mediorhynchus edmondsi
Mediorhynchus edmondsi är en hakmaskart som beskrevs av Schmidt och Kuntz 1977. Mediorhynchus edmondsi ingår i släktet Mediorhynchus och familjen Giganthorhynchidae. Inga underarter finns listade i Catalogue of Life.